# Des serpents dans l'avion
Pour plus de détails, voir Fiche technique et Distribution.
Des serpents dans l'avion ou Serpents à bord au Québec (Snakes on a Plane) est un film américain réalisé par David Richard Ellis, sorti en 2006.
À Hawaï, Sean Jones assiste au meurtre d'un homme, assassiné par le gangster Edward Kim. Poursuivi par les hommes de Kim, Sean est placé sous la protection de l'agent Neville Flynn du FBI. Il doit retourner sur le continent américain pour témoigner contre Kim, et ils prennent l'avion. Mais Kim, voulant se débarrasser de Jones, fait embarquer dans la soute à bagages une caisse remplie de serpents venimeux dont la rage sera stimulée par les phéromones contenues dans les colliers de fleurs hawaiiens distribués aux passagers. Après l'ouverture programmée de la caisse en plein vol, les serpents vont semer la mort et la terreur dans l'avion survolant l'océan.

## Synopsis
À Hawaï, Sean Jones est témoin de la torture, puis de l'assassinat d'un procureur. Le meurtrier est le parrain de la mafia, Eddie Kim. Sean est alors mis sous protection policière, en particulier celle de Neville Flynn et de John Sanders. Pour qu'il témoigne à Los Angeles, ils embarquent dans un avion et réquisitionnent la première classe.
Après plus d'une heure de vol, une centaine de serpents sont libérés en soute par un dispositif à retardement. S'introduisant en dessous des sièges, personne ne remarque leur présence.
Une femme écoutant son baladeur manque de se faire mordre par une vipère de Schlegel. Deux d'entre eux, dont un mocassin d'eau, tuent le couple de Kyle et Kelly, qui avait prévu de faire l'amour dans une cabine. Un mamba vert tue un passager parti dans les toilettes. Un serpent-roi tacheté s'introduit dans la robe de Mrs Bova, endormie et un serpent corail se cache dans le sac de Mercedes.
En provoquant un court-circuit, un serpent oblige Sam McKeon, l'un des pilotes, a descendre dans la soute et ce dernier se fait mordre par une vipère du Gabon. Flynn, Sanders, Rick, l'autre pilote, Sean et Claire, l'hôtesse de l'air, ne comprennent pas qu'il y a des serpents car le pilote fait une attaque après avoir été mordu.
Mais quelques minutes plus tard, Rick voit des serpents sortir de son tableau de bord et en essayant de les chasser, il provoque un court-circuit qui fait descendre les masques à oxygène, ainsi que des serpents. Les passagers sont pris de panique : Maria fuit mais s'assomme avec son bébé; Mercedes avec son chihuahua; Paul, l'homme d'affaires parvient à aller vers l'avant de l'avion où les serpents sont absents tandis que Three G's découvre les corps de Kyle et de Kelly et que Big Leroy se fait mordre. Mrs Bova se fait tuer en étant mordue à l'œil par le serpent dans sa robe. Tommy et Curtis, deux frères, se cachent mais Tommy se fait mordre par un cobra.
Les passagers restants se réfugient à l'avant et bloquent les allées avec des bagages. Pendant ce temps, John se fait mordre par une vipère aux cils jaune et meurt.
Mercedes reprend connaissance et est sauvée par Chen Leong, un champion de Kick-Boxing. Maria revient à elle et son bébé est secouru par Grace, qui se fait mordre par un crotale.
Dans la cabine de pilotage, Rick tombe dans la soute après avoir été mordu par la même vipère que l'autre pilote. Constatant que l'avion perd de l'altitude, Claire entre dans la cabine et finit par tuer la vipère à coups de hache. Avec Flynn, elle tente de redresser l'appareil pendant que la chute de l'avion fait tomber les bagages. Les serpents parviennent à rejoindre les passagers. Ashley et Tyler, sont tués par les reptiles après avoir été assommés par un chariot. Un python de Birmanie mange Paul après que ce dernier lui ait lancé le chien de Mercedes. Réfugiés au premier étage, les passagers bloquent l'escalier avec le canot de sauvetage. Grace meurt de sa morsure. Flynn et Claire réussissent à redresser l'avion.
Une caisse endommage le mécanisme d'alimentation en air. Flynn descend dans la soute, tue trois serpents avant de le remettre en état de marche. À son retour, on découvre que Rick est mort et que la cabine de pilotage est remplie de serpents. Au sol, Hank Harris et Steven Price arrêtent l'homme ayant vendu les serpents.
Flynn fait un trou dans un hublot avant d'ouvrir la porte. Le canot de sauvetage ne résiste pas et tous les serpents sont éjectés de l'avion. Flynn et Troy parviennent à atterrir et les secours interviennent. Les survivants de l'avion sont : Flynn, Claire, Sean, Mercedes, Three G's et ses gardes du corps, Tiffany, Ken, Chen Leong, Maria et son bébé, Tommy et Curtis.

## Fiche technique
- Titre original : Snakes on a Plane
- Titre français : Des serpents dans l'avion
- Titre québécois : Serpents à bord
- Réalisation : David R. Ellis
- Scénario : John Heffernan et Sebastian Gutierrez
- Musique : Trevor Rabin
- Photographie : Adam Greenberg
- Montage : Howard E. Smith
- Décors : Jaymes Hinkle
- Costumes : Karen L. Matthews
- Production : Craig Berenson, Don Granger, Gary Levinsohn (en), Tawny Ellis (en) et Heather Meehan
- Société de production : New Line Cinema
- Budget : 35 millions de dollars
- Pays de production :  États-Unis
- Format : couleurs - 2,35:1 - DTS / Dolby Digital / SDDS - 35 mm
- Genre : Action et thriller
- Durée : 101 minutes
- Dates de sortie :
  - Israël : 17 août 2006
  - États-Unis : 18 août 2006
  - Belgique et France : 30 août 2006
- Avertissement : des scènes peuvent choquer les spectateurs.

## Distribution

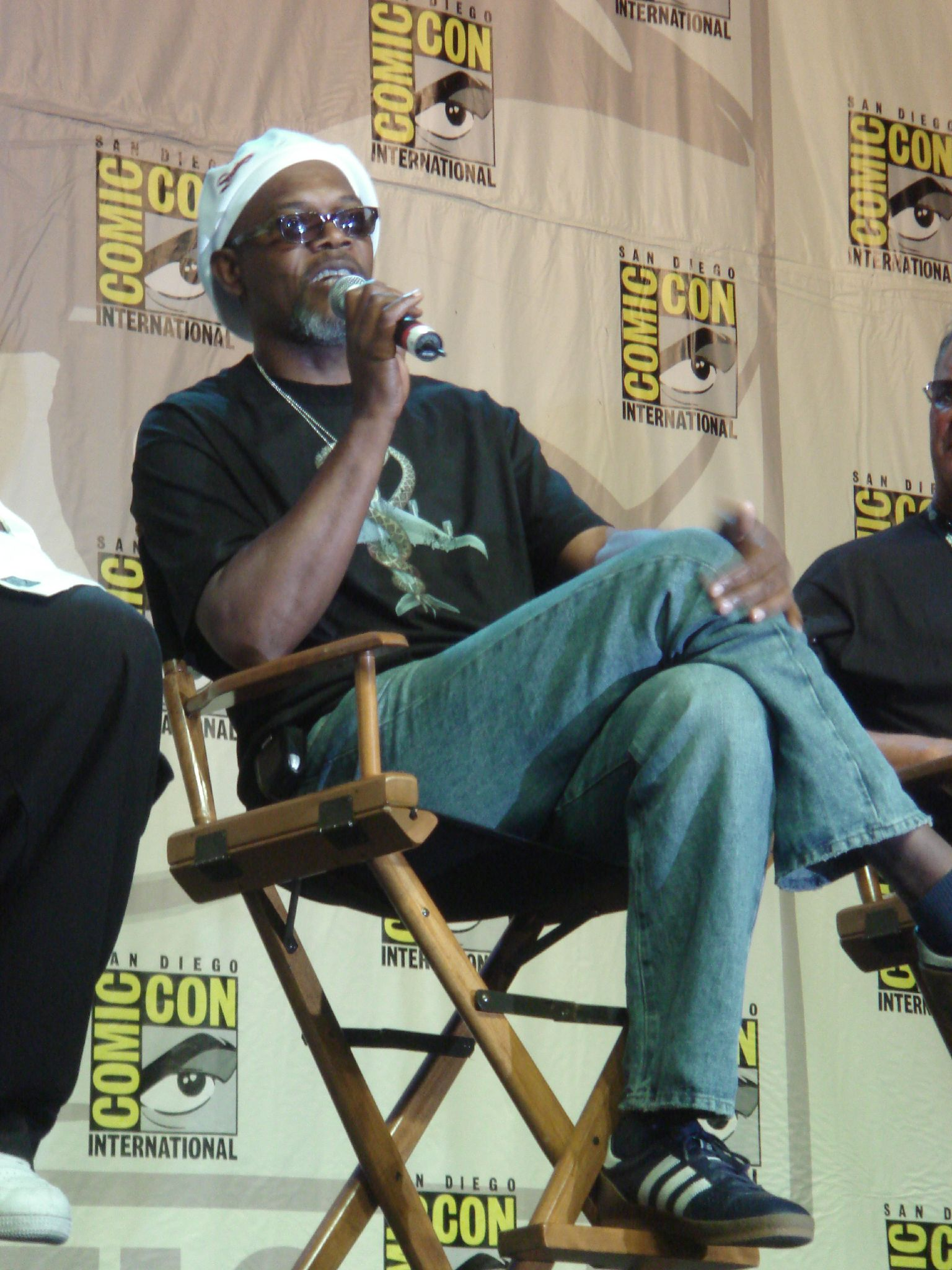
L'acteur principal Samuel L. Jackson en pleine promotion du film au San Diego Comic-Con 2006.

- Samuel L. Jackson (V. F. : Thierry Desroses et V. Q. : Éric Gaudry) : Neville Flynn
- Julianna Margulies (V. F. : Julie Dumas et Camille Cyr-Desmarais) : Claire Miller
- Nathan Phillips (V. F. : Thierry Ragueneau et V. Q. : Benoit Éthier) : Sean Jones
- Bobby Cannavale (V. F. : Bertrand Nadler et V. Q. : Antoine Durand) : Hank Harris
- Rachel Blanchard (V. F. : Anneliese Fromont et V. Q. : Aline Pinsonneault) : Mercedes
- Flex Alexander (V. F. : Daniel Lobe et V. Q. : Marc-André Bélanger) : Three Gs
- Kenan Thompson (V. F. : Gilles Morvan et V. Q. : Patrick Chouinard) : Troy
- Keith Blackman Dallas : Big Leroy
- Lin Shaye (V. F. : Anne Deleuze et V. Q. : Madeleine Arsenault) : Grace
- Bruce James (V. F. : Stéphane Pouplard et V. Q. : Michel M. Lapointe) : Ken
- Sunny Mabrey (V. F. : Ariane Aggiage et V. Q. : Nadia Paradis) : Tiffany
- Gerard Plunkett (V. F. : Philippe Crubézy) : Paul
- Terry Chen : Chen Leong
- Elsa Pataky (V. Q. : Catherine De Sève) : Maria
- David Koechner (V. F. : Sylvain Lemarié et V. Q. : Marc Bellier) : Rick
- Todd Louiso (en) (V. F. : Jérôme Keen et V. Q. : Benoît Gouin) : Dr Steven Price
- Tom Butler (V. F. : Thierry Murzeau) : Captain Sam McKeon
- Emily Holmes : Ashley
- Casey Dubois : Curtis
- Daniel Hogarth : Tommy
- Tygh Runyan : Tyler
- Mark Houghton (V. Q. : Mario Desmarais) : John Sanders
- Kevin McNulty : Emmett Bradley
- Samantha McLeod : Kelly, la compagne de Kyle, mordu dans les toilettes
- Taylor Kitsch : Kyle, le compagnon de Kelly, mordue dans les toilettes
- Ann Warn Pegg : Mrs. Bova
- Byron Lawson : Eddie Kim
- Agam Darshi : la fille I-Pod

## Production

### Choix des interprètes
- Shia LaBeouf s'est vu proposer un rôle dans le film, mais il a refusé.

### Tournage
Le tournage de Des serpents dans l'avion s'est déroulé du 13 juin au 24 août 2005 à Vancouver, au Canada.

## Bande originale
- Snakes on a Plane (Bring It), interprété par Gabe Saporta (Cobra Starship), Travie McCoy (Gym Class Heroes), William Becket (The Academy Is...) et Maja Ivarsson (The Sounds)
- The Only Difference Between Martyrdom and Suicide Is Press Coverage (Tommie Sunshine Brooklyn Fire Remix), interprété par Panic! at the Disco
- Black Mamba (Teddybears Remix), interprété par The Academy Is...
- Ophidiophobia, interprété par Cee-Lo
- Can't Take It (El Camino Prom Wagon Remix), interprété par The All-American Rejects
- Queen of Apology (Patrick Stump Remix), interprété par The Sounds
- Of All the Gin Joints in All the World (Tommie Sunshine Brooklyn Fire Retouch), interprété par Fall Out Boy
- New Friend Request (Hi-Tek Remix), interprété par Gym Class Heroes
- Around the Horn (Louis XIV Remix), interprété par The Bronx
- Remember to Feel Real (Machine Shop Remix), interprété par Armor For Sleep (en)
- Wine Red (Tommie Sunshine Brooklyn Fire Retouch), interprété par The Hush Sound
- Bruised (Remix), interprété par Jack's Mannequin
- Wake Up (Acoustic), interprété par Coheed and Cambria
- Lovely Day, interprété par Donavon Frankenreiter
- Hey Hey Now, interprété par Michael Franti & Spearhead
- Snakes on a Plane - The Theme, interprété par Trevor Rabin

## Autour du film
- Le film devait initialement être réalisé par Ronny Yu, mais ce dernier fut remplacé pour cause de divergences artistiques.
- Le film a été tourné avec de vrais serpents et des images de synthèse. La production utilisa 450 serpents, dont un python de Birmanie de 6,71 mètres. La présence de crochets chez des espèces inoffensives est aussi à remarquer.
- Six mois avant sa sortie, le film suscita un grand engouement sur internet à cause de son titre, considéré comme stupide et ringard. Samuel L. Jackson avoua d'ailleurs avoir accepté le rôle parce que le titre l'amusait.
- À la demande de nombreux fans, la production décida en mars 2006 de tourner de nouvelles scènes durant cinq jours pour rendre le film plus violent. Des fans réussirent d'ailleurs à donner une nouvelle réplique à Samuel L. Jackson : « I've had it with these motherfucking snakes on this motherfucking plane! » (« J'en ai assez de ces putains de serpents dans ce putain d'avion ! »), clin d'œil aux multiples répliques de l'acteur dans d'autres films, utilisant le mot « motherfucker », considéré comme particulièrement choquant en anglais.
- Au départ interdit aux moins de 13 ans non accompagnés, le film fut finalement interdit aux États-Unis aux moins de 17 ans non accompagnés (classification R, Rated R).